# Кооперативен бюлетин (1929 – 1930)
„Кооперативен бюлетин“ с подзаглавие Издание на Петричката популярна банка – кредитно кооперативно дружество е български вестник, излизал в Петрич в 1929 и 1930 година.
Печата се в печатница „Македония“ на Иван Телятинов в Петрич в 450 броя тираж.
| Годишнина | Броеве | Дата                       |
| --------- | ------ | -------------------------- |
| I         | 1 – 2  | 6 април 1929 – 24 юли 1929 |
| II        | 3      | 26 август 1930             |